# 2089.
◄ | 20. stoljeće | 21. stoljeće | 22. stoljeće | ►
◄ | 2050-ih | 2060-ih | 2070-ih | 2080-ih | 2090-ih | 2100-ih | 2110-ih | ►
◄◄ | ◄ | 2086. | 2087. | 2088. | 2089. | 2090. | 2091. | 2092. | ► | ►►
Astronomija

## Događaji
- svibnja – lipnja – Simultano će se izleći cvrčci iz roda Magicicada iz legla X (17-godišnji, Veliko istočno leglo) i XIX (13-godišnji, Veliko južno leglo). Ovo će biti po prvi put nakon 1868. godine. Ovaj se događaj zbiva svaku 221 godinu.[1]